# Тештиоара (Салаж)
Тештиоара (рум. Teștioara) насеље је у Румунији у округу Салаж у општини Сурдук. Oпштина се налази на надморској висини од 260 m.

## Становништво
Према подацима из 2002. године у насељу је живело 100 становника, од којих су сви румунске националности.